# Philip Ayton
Philip Ayton (* 26. Januar 1947) ist ein ehemaliger englischer Squashspieler.

## Karriere
Philip Ayton war zwischen Ende der 1970er-Jahre und Ende der 1980er-Jahre als Squashspieler aktiv.
Mit der britischen Nationalmannschaft wurde er 1976 Weltmeister. Außerdem nahm er mit ihr bereits 1971 und 1973 an der Weltmeisterschaft teil. Beide Male schloss er das Turnier mit der Mannschaft auf dem zweiten Platz ab. Bei Europameisterschaften wurde er mit der Nationalmannschaft 1973, 1974 und 1977 Europameister. Im Jahr 1975 gewann er die britische Meisterschaft.

## Erfolge
- Weltmeister mit der Mannschaft: 1976
- Europameister mit der Mannschaft: 3 Titel (1973, 1974, 1977)
- Britischer Meister: 1975